# Nivaagaard Teglværk

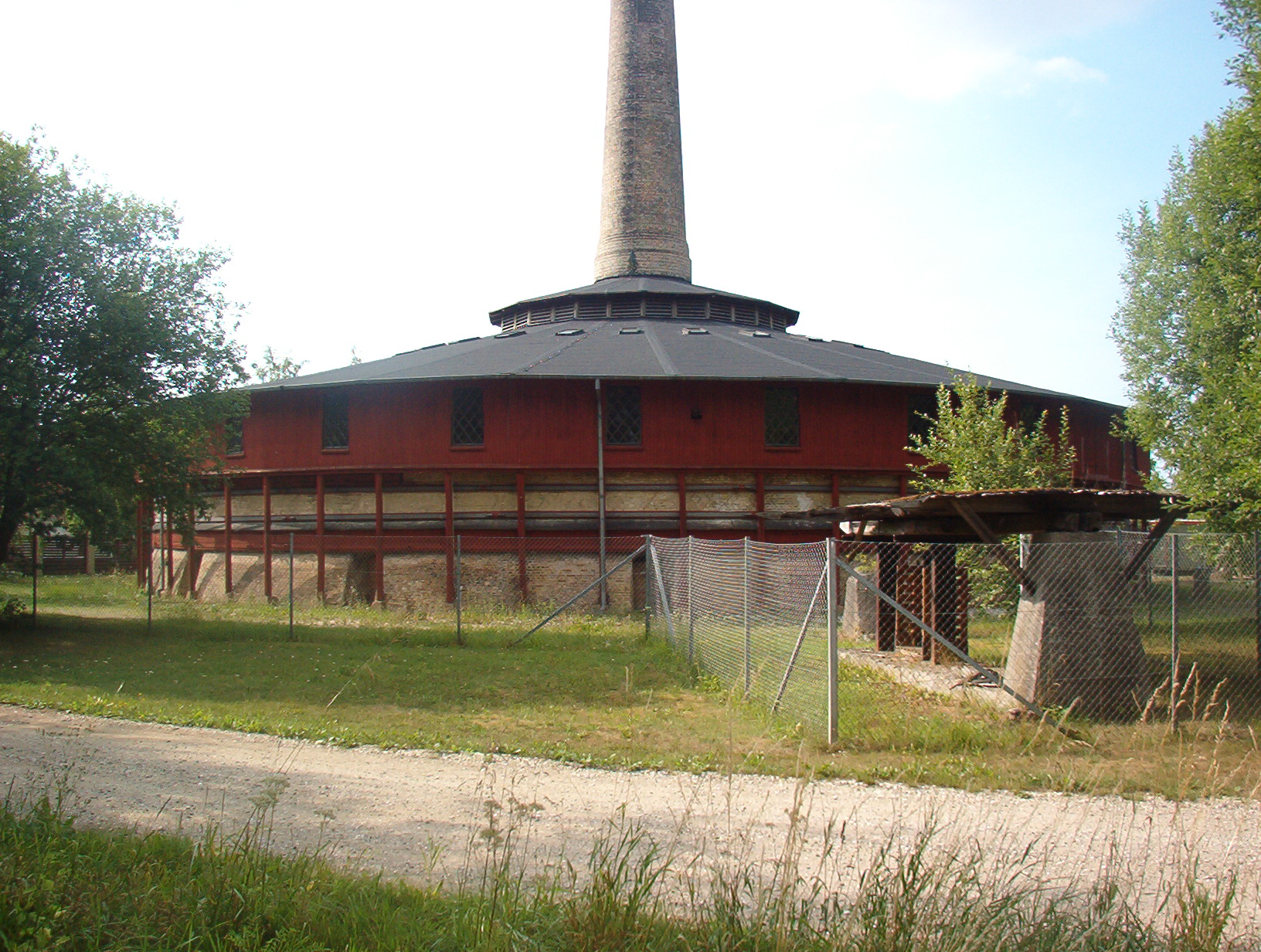
Nivaagaard Teglværks ringugn

Nivaagaard Teglværk var ett tegelbruk i Nivå i Danmark, som hörde till Nivågård.
Tack vare den lokala moränlerans kvalitet och närheten till Köpenhamn längs Öresundskusten blev Nivå från mitten av 1800-talet ett vikitigt område för tegeltillverkning, med tre tegelbruk: Nivaagaard Teglværk, Niverøds Teglværk och Sølyst Teglværk. Produktionen kan på det äldsta, Nivaagaard, spåras tillbaka till ett gårdstegelbruk, som åtminstone från 1701 levererade tegel till slottsbyggen på Nordsjälland, bland andra till drottning Louises ombyggnad av jaktslottet Hirschholm.
Nivaagaard Teglværk hade därefter många ägare. Lars Erichsen var den ägare, som drev bruket under längst tid, från 1717 till sin död 1746, under vilken period bruket tillverkade mursten till drottning Sofia Magdalenas byggnadsprojekt på Hirschholms slott. Lars Erichsen startade också ett tegelbruk i Karlebo och köpte ett igångvarande i Vedbæk. Driften upphörde på 1780-talet.
Tegeltillverkning återupptogs på 1840-talet med en moderniserad produktionsprocess och 1857 tog Nivaagaard som första danska tegelbruk en ångmaskin i drift. Godset och tegelbruket övertogs 1862 av Alfred Hage och efter Dansk-tyska kriget 1864, då Danmark förlorade flera tegelbruk genom landavträdelse, blomstrade driften. Efter Alfred Hage död 1872 övertogs Nivågård av sonen Johannes Hage. En långugn byggdes 1869 och 1870 en ringugn, som konstruerades av ringugnens uppfinnare Friedrich Eduard Hoffmann. Nivaagaard blev därefter storleverantör till nyuppförda byggnader i Köpenhamn. Hage fortsatte effektiviseringen, och på 1870-talet levererade tegelbruket årligen fem miljoner mursten och 300.000 avloppsledningsrör. 
Ringugnen togs ur drift 1967, då den ersattes av en tunnelugn. Lergravarna i Nivå tömdes efterhand på råvara. Produktionen lades ned 1981. Ringugnen blev byggnadsminne 1985.